# Henk Norel
Henk Norel (Gorinchem, 17 settembre 1987) è un ex cestista olandese, di ruolo centro.

## Carriera
È stato selezionato dai Minnesota Timberwolves al secondo giro del Draft NBA 2009 (47ª scelta assoluta).
Con i Paesi Bassi ha disputato i Campionati europei del 2015.

## Palmarès
- Liga catalana: 3

Joventut Badalona: 2005, 2007, 2008
- FIBA EuroCup: 1

Joventut Badalona: 2005-06